# W rytmie serca (film 1996)
W rytmie serca (ang. Grace of My Heart) – amerykański dramat obyczajowy z 1996 roku w reżyserii Allison Anders.

## Obsada
- Illeana Douglas (Denise Waverly/Edna Buxton)
- John Turturro (Joel Millner)
- Christina Pickles (pani Buxton)
- Sissy Boyd (sprzedawczyni sklepu z sukienkami)
- Jill Sobule (uczestniczka konkursu piosenkarskiego)
- Patsy Kensit (Cheryl Steed)
- Chris Isaak (Matthew Lewis)
- Peter Fonda (Guru Dave)
- Eric Stoltz (Howard Cazsatt)
- Jennifer Leigh Warren (Doris Shelley)
- David Clennon (Doktor "Jonesy" Jones)
- Amanda De Cadenet (recepcjonistka)
- Lucinda Jenney (Marion)
- Drena De Niro (recepcjonistka)
- Bridget Fonda (Kelly Porter)
- Matt Dillon (Jay Phillips)

## Opis
Przełom lat 50. i 60. XX wieku. Uzdolniona muzycznie Edna wygrywa konkurs młodych talentów. Nikt nie jest jednak zainteresowany podpisaniem z nią kontraktu. Wkrótce dziewczyna poznaje początkującego producenta Joela, który wprowadza ją do znanej wytwórni płytowej i namawia, by zaczęła pisać piosenki dla innych. Dziewczyna tworzy więc pod pseudonimem pierwsze utwory. Mimo sukcesu nie rezygnuje z marzeń o własnej karierze.

## Nagrody i nominacje
Nagroda Satelita 1996
- Najlepsza piosenka – God Give Me Strength – muz. i sł. Burt Bacharach, Elvis Costello (nominacja)